# Arbrefontaine
Pour l'arbre-fontaine, voir Ocotea foetens.
Arbrefontaine (en wallon Âfontêne) est une section de la commune belge de Lierneux située dans la province de Liège en Région wallonne.
C'était une commune à part entière avant la fusion des communes de 1977. Elle faisait partie de l'arrondissement de Bastogne situé en Province de Luxembourg.

## Étymologie
Contrairement à ce que l'on pourrait penser, le nom de ce village ne provient pas du mot "Arbre" mais était à l'origine Alba-Fontaine (Alba, du latin Albus, donc Blanchefontaine). On trouve d'ailleurs pas très loin un lieu-dit du nom de Noirefointaine (dans le Hé de Hierlot).

## Géographie

### Situation
Le village se trouve entre Lierneux et Vielsalm 1 km au nord de la route nationale 822 qui relie ces deux localités.

### Hameaux
Le village compte deux hameaux : Menil et Gernechamps. Le hameau de Goronne qui faisait partie de la commune d'Arbrefontaine avant la fusion des communes de 1977 a été rattaché à la commune de Vielsalm.

## Évolution démographique
- Sources : INS, Rem. : 1831 jusqu'en 1970 = recensements, 1976 = nombre d'habitants au 31 décembre.
- 1852: annexion du hameau de Goronne (Vielsalm)

## Patrimoine et culture

### Patrimoine architectural et sites

#### Calvaire
Sur le côté droit d'un chemin creux en pente, sont alignées les douze premières stations d'un chemin de croix. Chaque station est composée d'une petite construction rectangulaire en pierres de schiste chaulées. Au-dessus de ces stations, se trouvent les deux dernières stations ainsi qu'une chapelle bâtie avec les mêmes matériaux. L'ensemble remonte vraisemblablement au XVIIIe siècle.